# Лес-между-мирами
Лес-между-мирами (англ. Wood between the Worlds) — место из «Хроник Нарнии» Клайва Стейплза Льюиса, описанное в повести «Племянник чародея»; пространство между мирами, через которое можно попасть из одного мира в другой. На его название определённо повлиял роман Уильяма Морриса «Лес за Гранью Мира» (англ. The Wood Beyond the World), тогда как описание и нарративная функция несут на себе отпечаток произведения Алджернона Блэквуда The Education of Uncle Paul.
«Тут ничего не происходит. Просто растут деревья и больше ничего.»

## Описание
Название этому месту дала Полли Пламмер из-за произрастающих здесь деревьев. Они растут так близко друг к другу и их кроны настолько густые, что не видно, есть ли над деревьями небо. Сквозь листья пробивается тёплый ярко-зелёный свет. Земля — яркая, густо-бурая, с красноватым оттенком. В Лесу-между-мирами очень тихо.
Помимо деревьев и травы под ними, здесь есть небольшие пруды, ведущие в другие миры. Ещё не созданные миры выглядят как бесплодная тёмная пустыня. Когда мир умирает, на месте пруда остаётся яма. Дигори сравнил это место со сливовым пирогом.
У Льюиса нет упоминаний постоянных обитателей Леса-между-мирами, однако Дигори и Полли оставили здесь морскую свинку, попавшую сюда в результате эксперимента Эндрю Кеттерли.

## Восприятие Леса-между-мирами
Восприятие Леса-между-мирами у героев повести разнится. Так, например, для Полли и Дигори Лес показался очень добрым и спокойным местом, обладающим умиротворяющей атмосферой, им хотелось лечь на траву и ни о чём не думать. Эндрю Кеттерли в Лесу стало страшно, а Джадис, оказавшись здесь, лишилась большей части своих сил, и ей самой казалось, что она скоро умрёт.

## Перемещение в Лес-между-мирами
С другими мирами Лес связывают многочисленные пруды: тот, кто попадает в Лес-между-мирами, выныривает из пруда, тот, кто уходит из Леса, ныряет в пруд. Но, чтобы эти пруды работали как порталы, необходимо иметь Желтые кольца, чтобы попасть в Лес, и зеленые, чтобы из него уйти. Если на существе нет кольца, тогда пруды окажутся неглубокой лужей. Именно таким способом Полли и Дигори попали в Лес.
Однако, когда дети были с Асланом, им не потребовались кольца — они вернулись в наш мир из Леса-между-мирами, по воле Аслана.

## «Племянник чародея»
Неизвестно, кто первым оказался в Лесу-между-мирами. Магические кольца были созданы Эндрю Кеттерли из пыли, которую он обнаружил в шкатулке Атлантов. Эта пыль была принесена из Леса между мирами, поэтому логично предположить, что Атланты и другие существа посещали «перекрёсток».
Во время своих экспериментов Эндрю Кеттерли сумел отправить в Лес между мирами морскую свинку. На самом деле, он думал, что отправил её в другой мир, так как даже не подозревал о существовании «перекрёстка». Затем ему удалось обмануть Полли, уговорив её дотронуться до магического кольца. Девочка бы так и осталась в Лесу-между-мирами, если бы за неё не отправился Дигори. На некоторое время мальчик забыл, кто он такой, но увидев Полли и морскую свинку, всё вспомнил. Дети на несколько мгновений вернулись на Землю, чтобы убедиться, что они могут попасть домой, а затем отправились в другой мир, которым оказался Чарн. Оттуда они перенесли в Лес между мирами королеву Джадис.
После того, как Джадис вместе с Полли и Дигори попала на Землю, дети стали думать, как вернуть её обратно. Им удалось сделать это, но в Лес между мирами, помимо них, попали Эндрю Кеттерли, кебмен и его лошадь. На этот раз Полли и Дигори не стали задерживаться в лесу и, как только лошадь начала пить из ближайшего пруда, вновь надели кольца.

## Символизм
По мнению Дорис Майерс, описание Леса-между-мирами настолько значительно в контексте повести, что представляет собой «аллегорию внутри аллегории». Очевидные параллели к этому описанию содержатся в дидактической поэме XII века «Космография» Бернарда Сильвестра. Так, в ней аллегорическое воплощение хаоса называется «Silva» (с лат. — «лес»); также на идею отображения пространства между мирами в виде леса Льюиса мог натолкнуть тот факт, что в греческом языке слово hyle (др.-греч. ὕλη) переводится и как «материя», и как «дерево». Также Лес-между-мирами напоминает сад Адониса из третьей книги «Королевы фей».